# Ramvik
Ramvik är en  småort och tidigare tätort i Ångermanland, belägen i Härnösands kommun. Ramvik ligger vid Ångermanälven nära Högakustenbron. Riksväg 90 och Ådalsbanan passerar orten.
Den förre svenske statsministern Thorbjörn Fälldin kom från trakten av Ramvik och bodde där till sin död.
Från tätortsavgränsningen 1970 till och med 2010 ingick en del av tätorten (Gustavsvik) i Kramfors kommun. 2015 delades tätorten och den norra delen omkring Ramvik bildade en småort, medan den södra omkring Hälledal bildade en separat tätort som övertog tätortskoden från tätorten Ramvik

## Befolkningsutveckling
| Befolkningsutvecklingen i Ramvik 1920–2015 | Befolkningsutvecklingen i Ramvik 1920–2015 | Befolkningsutvecklingen i Ramvik 1920–2015 | Befolkningsutvecklingen i Ramvik 1920–2015 | Befolkningsutvecklingen i Ramvik 1920–2015 |
| --- | ------------------------------------------ | ------------------------------------------ | ------------------------------------------ | ------------------------------------------ |
| |                                            |                                            |                                            |                                            |
| År |                                            |                                            | Folkmängd                                  | Areal (ha)                                 |
| 1920 | 1920                                       |                                            | 950                                        | ##                                         |
| 1930 | 1930                                       |                                            | 869                                        | ##                                         |
| 1935 | 1935                                       |                                            | 757                                        | ##                                         |
| 1940 | 1940                                       |                                            | 1 203                                      | ##                                         |
| 1945 | 1945                                       |                                            | 1 289                                      | ##                                         |
| 1950 | 1950                                       |                                            | 1 442                                      | ##                                         |
| 1960 | 1960                                       |                                            | 1 095                                      | 178                                        |
| 1965 | 1965                                       |                                            | 1 171                                      | 195                                        |
| 1970 | 1970                                       |                                            | 1 151                                      | 192                                        |
| 1975 | 1975                                       |                                            | 1 155                                      | 190                                        |
| 1980 | 1980                                       |                                            | 1 134                                      | 189                                        |
| 1990 | 1990                                       |                                            | 986                                        | 188                                        |
| 1995 | 1995                                       |                                            | 903                                        | 190                                        |
| 2000 | 2000                                       |                                            | 762                                        | 190                                        |
| 2005 | 2005                                       |                                            | 746                                        | 188                                        |
| 2010 | 2010                                       |                                            | 691                                        | 189                                        |
| 2015 | 2015                                       |                                            | 166                                        | 72#                                        |
| Anm.: Från 1965 ingick Gustavsvik i tätorten. 2015 en småort runt egentliga byn Ramvik utbruten ur tätorten och den kvarvarande tätorten gavs då namnet Hälledal. ## Som tätort/befolkningsagglomeration 1920–1950. # Som småort. |                                            |                                            |                                            |                                            |